# Орден Свободы (Косово)
Орден Свободы Косово (алб. Urdhri i Lirisë) — награда, присуждаемая Республикой Косово .
Медалью свободы награждаются люди, «внесшие существенный вклад в безопасность и защиту национальных интересов Республики Косово, в поддержание мира во всём мире, а также в общественную и культурную жизнь Республики Косово и мира».

## Получатели
Среди известных получателей — бывший президент США Джозеф Байден (2009), бывший премьер-министр Великобритании Тони Блэр (2016), сенатор США Джон Маккейн (2017), генерал ВВС США Дэвид Л. Голдфейн (2017), президент Албании Буяр Нишани (2017), бывший премьер-министр Франции Ален Жюппе (2018), бывший президент США Билл Клинтон (2019) и нынешний - Дональд Трамп (2020).